# Djimi Traoré
Djimi Traoré (Saint-Ouen, 1º marzo 1980) è un allenatore di calcio ed ex calciatore maliano, di ruolo difensore.
Durante la sua carriera ha vinto 2 FA Cup (2001 e 2006), 2 Coppe di Lega inglesi (2001 e 2003), 1 Supercoppa inglese (2001), 1 Coppa di Lega francese (2012), 1 US Open Cup (2014), 1 MLS Supporters' Cup (2014), 1 Coppa UEFA (2001), 1 Champions League (2005) e 1 Supercoppa UEFA (2005).

## Caratteristiche tecniche
Terzino sinistro, Traoré è stato anche utilizzato come difensore centrale.

## Statistiche

### Presenze e reti nei club
Statistiche aggiornate al termine della carriera.
| Stagione                | Squadra                 | Campionato              | Campionato | Campionato | Coppe nazionali | Coppe nazionali | Coppe nazionali | Coppe continentali | Coppe continentali | Coppe continentali | Altre coppe | Altre coppe | Altre coppe | Totale | Totale |
| Stagione                | Squadra                 | Comp                    | Pres       | Reti       | Comp            | Pres            | Reti            | Comp               | Pres               | Reti               | Comp        | Pres        | Reti        | Pres   | Reti   |
| ----------------------- | ----------------------- | ----------------------- | ---------- | ---------- | --------------- | --------------- | --------------- | ------------------ | ------------------ | ------------------ | ----------- | ----------- | ----------- | ------ | ------ |
| 1997-1998               | Laval                   | D2                      | 1          | 0          | CF+CdL          | 0               | 0               | -                  | -                  | -                  | -           | -           | -           | 1      | 0      |
| 1998-1999               | Laval                   | D2                      | 4          | 0          | CF+CdL          | 0               | 0               | -                  | -                  | -                  | -           | -           | -           | 4      | 0      |
| Totale Laval            | Totale Laval            | Totale Laval            | 5          | 0          |                 | 0               | 0               |                    | -                  | -                  |             | -           | -           | 5      | 0      |
| 1999-2000               | Liverpool               | PL                      | 0          | 0          | FACup+CdL       | 0+2             | 0               | -                  | -                  | -                  | -           | -           | -           | 2      | 0      |
| 2000-2001               | Liverpool               | PL                      | 8          | 0          | FACup+CdL       | 0+1             | 0               | CU                 | 3                  | 0                  | -           | -           | -           | 12     | 0      |
| lug.-ago. 2001          | Liverpool               | PL                      | 0          | 0          | FACup+CdL       | 0               | 0               | UCL                | 1                  | 0                  | CS+SU       | 0           | 0           | 1      | 0      |
| ago. 2001-2002          | Lens                    | D1                      | 19         | 0          | CF+CdL          | 0+1             | 0               | -                  | -                  | -                  | -           | -           | -           | 20     | 0      |
| 2002-2003               | Liverpool               | PL                      | 32         | 0          | FACup+CdL       | 2+3             | 0               | UCL+CU             | 5+6                | 0                  | CS          | 1           | 0           | 49     | 0      |
| 2003-2004               | Liverpool               | PL                      | 7          | 0          | FACup+CdL       | 0+2             | 0               | CU                 | 2                  | 1                  | -           | -           | -           | 11     | 1      |
| 2004-2005               | Liverpool               | PL                      | 26         | 0          | FACup+CdL       | 1+5             | 0               | UCL                | 10                 | 0                  | -           | -           | -           | 42     | 0      |
| 2005-2006               | Liverpool               | PL                      | 15         | 0          | FACup+CdL       | 2+1             | 0               | UCL                | 5                  | 0                  | SU+CdM      | 0+1         | 0           | 24     | 0      |
| Totale Liverpool        | Totale Liverpool        | Totale Liverpool        | 88         | 0          |                 | 19              | 0               |                    | 32                 | 1                  |             | 2           | 0           | 141    | 1      |
| 2006-gen. 2007          | Charlton                | PL                      | 11         | 0          | FACup+CdL       | 1+1             | 0               | -                  | -                  | -                  | -           | -           | -           | 13     | 0      |
| gen.-giu. 2007          | Portsmouth              | PL                      | 10         | 0          | FACup+CdL       | -               | -               | -                  | -                  | -                  | -           | -           | -           | 10     | 0      |
| 2007-gen. 2008          | Portsmouth              | PL                      | 3          | 0          | FACup+CdL       | 0+2             | 0               | -                  | -                  | -                  | -           | -           | -           | 5      | 0      |
| gen.-giu. 2008          | Rennes                  | L1                      | 15         | 0          | CF+CdL          | 0               | 0               |                    | -                  | -                  | -           | -           | -           | 15     | 0      |
| 2008-feb. 2009          | Portsmouth              | PL                      | 0          | 0          | FACup+CdL       | 0               | 0               | CU                 | 0                  | 0                  | CS          | 0           | 0           | 0      | 0      |
| Totale Portsmouth       | Totale Portsmouth       | Totale Portsmouth       | 13         | 0          |                 | 2               | 0               |                    | 0                  | 0                  |             | 0           | 0           | 15     | 0      |
| feb.-giu. 2009          | Birmingham City         | PL                      | 3          | 0          | FACup+CdL       | -               | -               | -                  | -                  | -                  | -           | -           | -           | 3      | 0      |
| 2009-2010               | Monaco                  | L1                      | 29         | 0          | CF+CdL          | 6+0             | 1+0             | -                  | -                  | -                  | -           | -           | -           | 35     | 1      |
| 2010-2011               | Monaco                  | L1                      | 7          | 0          | CF+CdL          | 0+1             | 0               | -                  | -                  | -                  | -           | -           | -           | 8      | 0      |
| Totale Monaco           | Totale Monaco           | Totale Monaco           | 36         | 0          |                 | 7               | 1               |                    | -                  | -                  |             | -           | -           | 43     | 1      |
| 2011-2012               | Olympique Marsiglia     | L1                      | 11         | 0          | CF+CdL          | 3+3             | 0               | UCL                | 3                  | 0                  | -           | -           | -           | 20     | 0      |
| 2012                    | Seattle Sounders        | -                       | -          | -          | -               | -               | -               | CCL                | 4                  | 1                  | -           | -           | -           | 4      | 1      |
| 2013                    | Seattle Sounders        | MLS                     | 27+3       | 1+0        | USOC            | 0               | 0               | -                  | -                  | -                  | -           | -           | -           | 35     | 1      |
| 2014                    | Seattle Sounders        | MLS                     | 15+1       | 0          | USOC            | 0               | 0               | -                  | -                  | -                  | -           | -           | -           | 16     | 1      |
| Totale Seattle Sounders | Totale Seattle Sounders | Totale Seattle Sounders | 42+4       | 1          |                 | 0               | 0               |                    | 4                  | 1                  |             | -           | -           | 50     | 2      |
| Totale carriera         | Totale carriera         | Totale carriera         | 247        | 1          |                 | 37              | 1               |                    | 29                 | 2                  |             | 2           | 0           | 315    | 4      |

### Cronologia presenze e reti in nazionale
| Cronologia completa delle presenze e delle reti in nazionale ― Mali | Cronologia completa delle presenze e delle reti in nazionale ― Mali | Cronologia completa delle presenze e delle reti in nazionale ― Mali | Cronologia completa delle presenze e delle reti in nazionale ― Mali | Cronologia completa delle presenze e delle reti in nazionale ― Mali | Cronologia completa delle presenze e delle reti in nazionale ― Mali | Cronologia completa delle presenze e delle reti in nazionale ― Mali | Cronologia completa delle presenze e delle reti in nazionale ― Mali |
| Data                                                                | Città                                                               | In casa                                                             | Risultato                                                           | Ospiti                                                              | Competizione                                                        | Reti                                                                | Note                                                                |
| ------------------------------------------------------------------- | ------------------------------------------------------------------- | ------------------------------------------------------------------- | ------------------------------------------------------------------- | ------------------------------------------------------------------- | ------------------------------------------------------------------- | ------------------------------------------------------------------- | ------------------------------------------------------------------- |
| 10-10-2004                                                          | Lomé                                                                | Togo                                                                | 1 – 0                                                               | Mali                                                                | Qual. Mondiali 2006                                                 | -                                                                   |                                                                     |
| 9-2-2005                                                            | Saint-Denis                                                         | Guinea                                                              | 2 – 2                                                               | Mali                                                                | Amichevole                                                          | 1                                                                   |                                                                     |
| 3-9-2005                                                            | Bamako                                                              | Mali                                                                | 2 – 0                                                               | Rep. del Congo                                                      | Qual. Mondiali 2006                                                 | -                                                                   |                                                                     |
| 8-10-2005                                                           | Dakar                                                               | Senegal                                                             | 3 – 0                                                               | Mali                                                                | Qual. Mondiali 2006                                                 | -                                                                   |                                                                     |
| 16-8-2006                                                           | Narbona                                                             | Tunisia                                                             | 0 – 1                                                               | Mali                                                                | Amichevole                                                          | -                                                                   | Uscita                                                              |
| 3-9-2006                                                            | Freetown                                                            | Sierra Leone                                                        | 0 – 0                                                               | Mali                                                                | Qual. Coppa d'Africa 2008                                           | -                                                                   |                                                                     |
| Totale                                                              |                                                                     | Presenze                                                            | 6                                                                   |                                                                     | Reti                                                                | 1                                                                   |                                                                     |

## Palmarès

### Club

#### Competizioni nazionali
- Coppa d'Inghilterra: 2

Liverpool: 2000-2001, 2005-2006
- Coppa di Lega inglese: 2

Liverpool: 2000-2001, 2002-2003
- Charity Shield: 1

Liverpool: 2001
- Coppa di Lega francese: 1

Olympique Marsiglia: 2011-2012
- U.S. Open Cup: 1

Seattle Sounders FC: 2014
- MLS Supporters' Shield: 1

Seattle Sounders FC: 2014

#### Competizioni internazionali
- Coppa UEFA: 1

Liverpool: 2000-2001
- UEFA Champions League: 1

Liverpool: 2004-2005
- Supercoppa UEFA: 1

Liverpool: 2005